# José María Monguilot Navascués
José María Monguilot Navascués (Tudela, 20 de enero de 1915-Tudela, 16 de enero de 2012), fue un pintor español considerado uno de los referentes de la pintura de la Ribera Navarra en la segunda mitad del siglo XX y los primeros años del siglo XXI. 

## Biografía
Era hijo de Ruperto Monguilot, natural de Tudela, y de Ramona Navascués, natural de Corella, hija del pintor Manuel Navascués que trabajó en Madrid con la pintura realizando copias de obras del Museo de Prado. Esta habilidad artística la mantuvo Ramona al igual que su hermana Dominica, religiosa, así como un tercer hermano, Pepe que, igualmente, la transmitió a varios hijos (Fabiola, José Luis, Mariano). De esta vena artística de la familia materna le vino la vocación a José María que llegaría a realizar conjuntamente con su prima Fabiola una exposición en Tudela el año 1978. José María tenía otros tres hermanos (Fernando, Jesús y Carmen) todos mayores que él.
Su primera educación la recibió en Tudela, en el colegio la Vizcaínas (Corazonistas) y luego en el instituto. Por entonces ya empezó a trabajar en el negocio familiar de la localmente conocida Ferretería Monguilot (antigua Casa Maleta). Originalmente el negocio era de un tío de su mujer, María Abeti Belloso, aunque terminó por atenderlo a tiempo completo hasta su jubilación.
A pesar de esa influencia materna que le impulsaría a desarrollar su interés artístico, su carrera artística como pintor se inició tarde, a finales de los años 1940 sin que ello impidiera que su contacto con el mundo del arte naciera desde sus primeros años donde con «la caja de lápices y pinturas que su madre puso en sus manos» realizará sus primeros pasos a los siete años. Sin embargo, este ya sería de forma tardía puesto que tendría que hacerse cargo del negocio familiar desde temprana edad, dedicándole su empeño principalmente durante la época de la guerra civil española y la posguerra.
Fue a partir de finales de la década de los cuarenta y principios de los cincuenta cuando puede acceder a una pequeña formación de Bellas Artes en el centro de Castel Ruíz de Tudela en unas clases nocturnas. Sin embargo, José María Monguilot no recibirá más formación, siendo por ello, considerado como un pintor autodidacta. El hecho de ser autodidacta llevará consigo una serie de críticas a sus obras, especialmente, señalando problemas en la perspectiva o en la composición de las mismas. Pero él tenía clara su condición de aficionado y así lo recalcaba posteriormente en entrevistas a medios.
A finales de los años 1930 realiza el servicio militar en Barcelona y en Mora de Toledo. No tardaría en tener novia y casarse con ella, la tudelana María Abeti Belloso (20 de enero de 1942) estableciendo el domicilio en Tudela, encima de la ferretería. Del matrimonio nacieron cinco hijos (José Manuel, Javier, María Teresa, Isabel y Asunta). María Abeti fallecería antes que él, en 2001.
En 1953 llevará a cabo su primera exposición individual en la Sala Ibáñez de Pamplona. A partir de ese momento se volcará en cuerpo y alma a su labor pictórica dejando tras de sí una extensa obra y una gran cantidad de exposiciones. La última exposición será en 2005, aunque José María Monguilot continuará pintando después de ella. En 2001, tras el fallecimiento de su esposa María Abeti Belloso, José María Monguilot venderá el negocio familiar y el inmueble donde se ubicaba, mudándose a la Plaza de Sancho el Fuerte de Tudela, donde finalmente instalará su estudio artístico. 
José María Monguilot pintó ininterrumpidamente hasta sus últimos años, cuando finalmente falleció en 2012 en su ciudad natal, Tudela. Su vida artística durante sesenta años le hace merecedor de ese reconocimiento como uno de los grandes pintores navarros del siglo XX.

Como buen ribero, el campo de su gusto fue el paisaje abrupto, bravío y abierto, el de las tierras sedientas de árboles desnudos, de los rincones urbanos inmutables en el transcurso del tiempo, de las Bardenas con sus increíbles cabezos, planas y barrancos, que ofrecen colorido y luminosidad cambiantes casi cada hora, en sensible observación de ese otro entrañado ribero que fue su amigo Alfredo Floristán. Se puede decir que el peregrinaje de Monguilot por esta vida no fue en manera alguna anodino. Fue un recorrido apasionante por la virginal naturaleza que amaba, y a la que nos enseñó a admirar como reflejo de la presencia de Dios.
Fco. Javier Zubiaur Carreño, Un recuerdo al pintor de las Bardenas

## Estilo y temáticas
La obra de José María Monguilot destaca principalmente por la pasión que él tenía hacia la pintura. Está pasión hizo que plasmase sus sentimientos a través de sus obras. Principalmente su temática se basa en el paisaje, sobre todo el paisaje de su tierra, Navarra. Para José María Monguilot copan un espacio importante dentro de ese paisaje navarro las Bardenas Reales. Estas serán un tema recurrente en su obra. Asimismo, también pintará otros lugares de España o realizará vistas urbanas de ciudades.
Destaca una técnica sencilla y poco elaborada dada su escasa formación. Por tanto, sus obras son una pintura sencilla pero donde deja claro lo que pretende reflejar a través de ellas. Son obras dotadas de un sentido expresivo, con gran dinamismo.
Hay una importancia en el uso de la luz y el color empleando unas líneas difuminadas donde hacen que esa falta de técnica y de perfilado del dibujo, dada su escasa formación, pasen a un segundo plano. José María Monguilot realiza un estudio de la luz creando amplios horizontes donde pretende reflejar tanto las diferentes luces del día como la luz en las diferentes épocas del año.
Como artista se engloba en la Pintura figurativa y se asienta como un heredero del impresionismo. Trabaja preferentemente la pintura al óleo, de pequeña o mediana escala, donde conforme se va agrandando el tamaño de sus obras se aprecia como esas formas se van difuminando. Desarrolla una gran facilidad para pintar con espátula. Ya desde sus inicios desarrollará la técnica de la acuarela, que empleará con preferencia a partir de la década de 1990 y que le llevará a realizar exposiciones únicamente acuarelísticas.
En general, su pintura destaca por su fuerte arraigo a su propia tierra que le sirve como punto de partida para retratarla a través de sus pinturas con una pincelada suelta que busca captar la expresividad a través de un ritmo agitado, el cual obtiene con ese perfeccionamiento en el uso de la espátula, y una importancia en el tratamiento de la luz y el color.

## Exposiciones
Durante los constantes 60 años en los que llevó a cabo toda su producción artística, José María Monguilot realizó una gran cantidad de exposiciones, hasta 85 contabilizó su hija Isabel Monguilot años después en una investigación pormenorizada que realizó. La mayoría de estas exposiciones se llevaron a cabo en Tudela o Pamplona aunque también realizó exposiciones fuera de Navarra en ciudades como Sevilla, Valladolid, Bilbao, Logroño, Huesca, Zaragoza o Madrid. En el catálogo de la exposición realizada en Pamplona en 2015 se recogía esta lista con las siguientes exposiciones:
- 1953. Pamplona, Sala Ibáñez.[8]
- 1957. Pamplona, Sala CAMP de García Castañón (10-25 febrero)
- 1961. Pamplona, Sala CAMP de García Castañón (6-18 diciembre)
- 1966. Pamplona, Sala CAMP de García Castañón (22-30 noviembre)
- 1967. Sevilla, Caja San Fernando (diciembre)
- 1970. Tudela, Sala CAMP (26 diciembre – 7 enero)
- 1971. Pamplona, Sala CAMP de Conde Rodezno (6-18 abril)
- 1973. Madrid, Galería Richelieu (28 marzo – 14 abril)
- 1973. Tudela, Sala CAMP (6-16 diciembre)
- 1974. Pamplona, Sala CAMP de García Castañón (21 marzo – 3 abril)
- 1974. Valladolid, Caja Ahorros Popular (20-31 octubre)
- 1975. Tudela, Sala CAMP (6-18 diciembre)
- 1976. Huesca, Sala Genaro Poza (6-18 diciembre)
- 1976. Zaragoza, Círculo Mercantil (21-30 noviembre)
- 1977. Bilbao, Caja Ahorros Vizcaína (8-17 marzo).
- 1977. Madrid, Sala Eureka (abril).
- 1977. Pamplona, Sala CAMP de García Castañón (28 abril – 8 mayo).
- 1979. Pamplona, Sala CAMP de García Castañón (27 marzo – 5 abril)
- 1979. Valladolid, Caja Ahorros Popular (27 octubre – 10 noviembre).
- 1980. Soria, Caja Ahorros (3-11 noviembre).
- 1981. Valladolid, Banco Bilbao (2-12 noviembre).
- 1982. Pamplona, Sala CAMP de García Castañón (3-14 marzo).
- 1983. Soria, Caja Ahorros (2-11 diciembre).
- 1984. Pamplona, Sala CAMP de García Castañón (8-18 octubre).
- 1985. Bilbao, Hotel Ercilla (4-15 mayo).
- 1985. Santander, Caja Ahorros (octubre).
- 1986. Tudela, Centro Castel Ruiz (marzo).
- 1986. Miranda Ebro (noviembre).
- 1988. Pamplona, Pabellones Ciudadela (2-21 marzo).
- 1992. Burlada, Centro Cultural del Ayuntamiento (18-29 febrero).
- 1993. Pamplona, Sala Zapatería del Ayuntamiento (5-28 marzo).
- 1995. Pamplona, Sala Castillo de Maya de la CAN (1-16 marzo).
- 1996. Tudela, Sala Banco Bilbao (11-21 diciembre).
- 1998. Pamplona, Nuevo Casino (8-30 noviembre).
- 2000. Pamplona, Nuevo Casino ( 4-18 noviembre).
- 2001. Tudela, Centro Castel Ruiz (1 agosto – 2 septiembre).
- 2002. Zaragoza, Sala Caja Madrid (5-16 octubre).
- 2002. Pamplona, Nuevo Casino (8-22 noviembre).
- 2004. Tudela, Sala Banco Bilbao (13-22 diciembre).
- 2005. Pamplona, Nuevo Casino (7-21 abril).

Tras su fallecimiento, aún se celebraron otras dos:
- 2015-2016. Palacio del Condestable (Pamplona) Muestra de 37 cuadros dentro del ciclo Revisiones. Artistas navarros del siglo XX.[15]
- 2016. Tudela. Exposición en el centenario de su nacimiento.[16]